# Martin-chasseur pailleté
Dacelo tyro
Espèce
Statut de conservation UICN

 LC  : Préoccupation mineure
Le Martin-chasseur pailleté (Dacelo tyro) est une espèce d'oiseaux endémique de Nouvelle-Guinée de la famille des Alcedinidae.